# 温陵駅
温陵駅（オルルンえき）は、大韓民国京畿道楊州市にある、韓国鉄道公社（KORAIL）郊外線の駅である。

## 歴史
- 1994年8月21日：開業[1]
- 2004年4月1日：旅客取扱中止。
- 2025年1月11日：郊外線が運転再開したが旅客列車は同駅を、全列車が通過するため実質的には休止駅の状態が続いている[2]。

## 隣の駅
韓国鉄道公社
郊外線
長興駅 - 温陵駅 - 松湫駅